# Selling the drama
Selling the drama is een single van Live. Het is afkomstig van hun album Throwing Copper. Live speelde dit lied ook tijdens hun optreden tijdens Woodstock '94 en het lied kwam terecht op de registratie daarvan.
De single kwam in diverse versies op de markt, per medium verschilde daarbij nog de B-kanten of aanvullende liedjes. Op de diverse fora is er ook in 2015 nog steeds geen definitief beeld waar het lied over gaat. Algemene teneur is dat aandikken van feiten en meningen helpen een probleem op de kaart te krijgen. Daarbij werd de religie veelvuldig in het verdomhoekje gezet, maar lijkt onwaarschijnlijk gezien de tekst van het latere Overcome.

## Hitnotering
Het was op zich geen grote hit van Live. Ze haalde de top 40 van de Billboard Hot 100 niet, maar in de lijst voor moderne rock haalde het wel een eerste plaats. Ook in de UK Singles Chart scoorde het matig (piekte op plaats 30) en in Canada gold hetzelfde als voor de Billboard. Nederland was een positieve uitzondering. De Belgische BRT Top 30 en de voorloper van de Vlaamse Ultratop 30 werden niet gehaald.

### Nederlandse Top 40
| Positie: | 32 | 28 | 21 | 15 | 21 | 36 | uit |

### NederlandseNationale Hitparade Top 50
| Positie: | 31 | 22 | 17 | 15 | 19 | 23 | 32 | uit |

### NPO Radio 2 Top 2000
| Nummer met noteringen in de NPO Radio 2 Top 2000 | '09  | '10 | '11  | '12  | '13  |
| ------------------------------------------------ | ---- | --- | ---- | ---- | ---- |
| Selling the drama                                | 1842 | -   | 1897 | 1838 | 1911 |

1. ↑  Een '-' betekent dat het nummer niet was genoteerd en een vetgedrukt getal geeft de hoogste notering aan.
2. ↑  2009 was het eerste jaar met een notering voor dit nummer.
3. ↑  Deze tabel is bijgewerkt tot en met de laatste editie (2024).